# AD Centenario
Asociación Deportivo Centenario – argentyński klub piłkarski z siedzibą w mieście Centenario, leżącym w prowincji Neuquén.

## Osiągnięcia
- Mistrz ligi prowincjonalnej Liga de Fútbol del Neuquen (4): 1989, 1991, 1999 Clausura, 2002 Apertura

## Historia
Klub powstał 13 listopada 1978 roku w wyniku fuzji dwóch miejscowych klubów - Deportivo Centenario i Tiro y Gimnasia. Centenario gra obecnie w czwartej lidze argentyńskiej Torneo Argentino B.